# عباس‌آباد (کوهستان)
عباس‌آباد یک روستا در ایران است که در استان اصفهان واقع شده‌است.